# Leffrinckoucke

Leffrinckoucke este o comună în departamentul Nord, Franța. În 1 ianuarie 2022 avea o populație de 4.101 de locuitori.